# Isonema smeathmannii
Isonema smeathmannii är en oleanderväxtart som beskrevs av Johann Jakob Roemer och Schult.. Isonema smeathmannii ingår i släktet Isonema och familjen oleanderväxter. Inga underarter finns listade i Catalogue of Life.